# Бульвар Франка (Донецьк)
Бульвар Франка — одна з вулиць міста Донецька. Розташований між вулицею Кірова та вулицею Іонова.

## Історія
Вулиця названа на честь українського письменника, поета, вченого, публіциста, перекладача, громадського і політичного діяча Івана Яковича Франка.

## Опис
Бульвар Франка знаходиться у Ленінському районі. Починається від вулиці Іонова і завершується вулицею Кірова. Довжина вулиці становить близько кілометра.